# Edme Charles Philippe Lepère

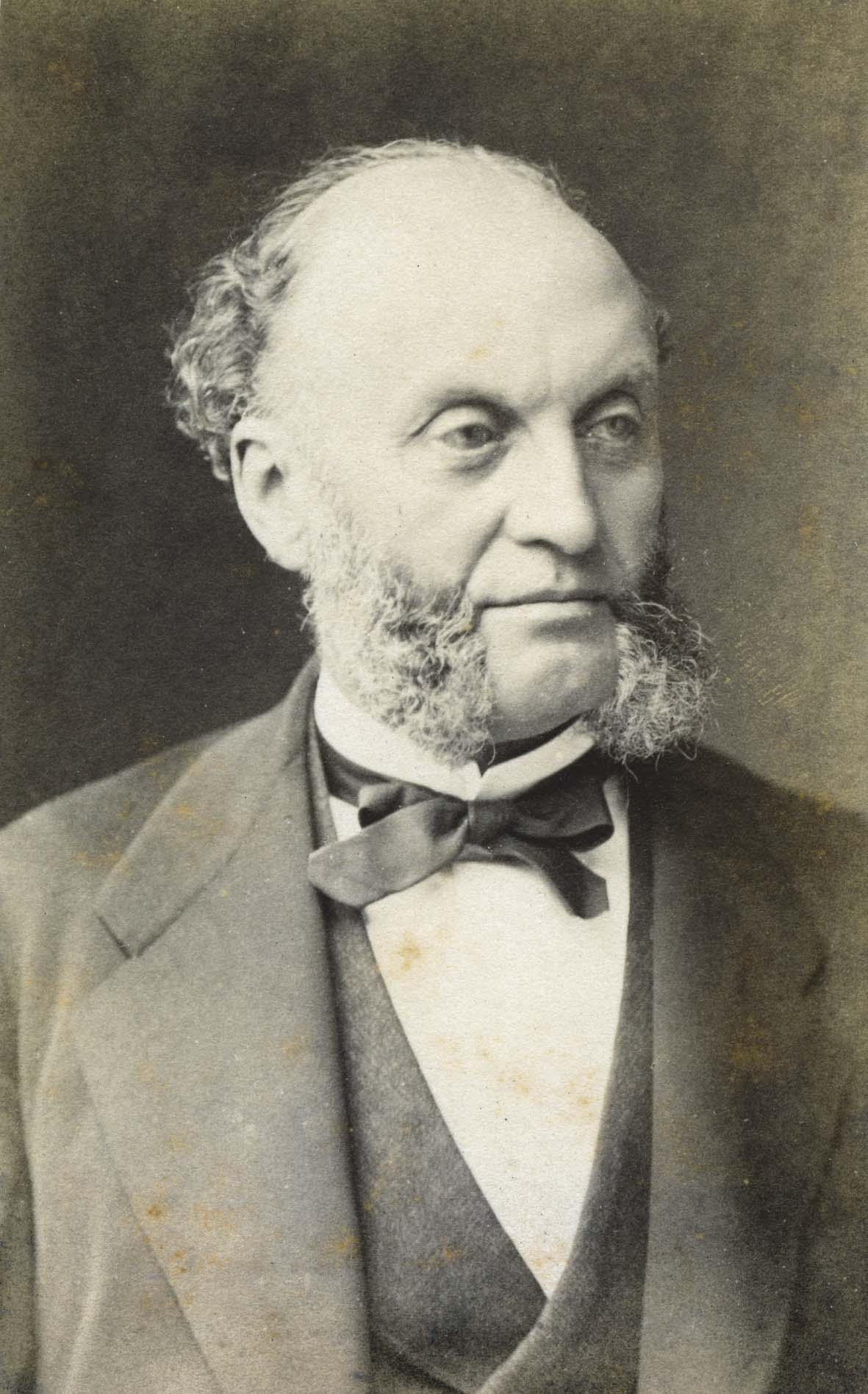
Edme Charles Philippe Lepère 1880

Edme Charles Philippe Lepère (* 1. Februar 1823 in Auxerre; † 6. September 1885 ebenda) war ein französischer Staatsmann.

## Leben
Lepère studierte die Rechte und wurde Anwalt in seiner Vaterstadt. Hier gründete er unter dem zweiten Kaiserreich das demokratische Blatt L’Yonne und wurde 1867 zum Generalrat gewählt.
Nach dem Sturz des Kaiserreichs am 4. September 1870 wurde er zum Präsidenten des Munizipalrats in Auxerre erwählt und trat am 8. Februar 1871 als Abgeordneter für sein Département in die Nationalversammlung, in der er auf der äußersten Linken Platz nahm.
Er war längere Zeit Vorsitzender der Union républicaine und nahm an den Arbeiten der Nationalversammlung sowohl als Redner in den Plenarberatungen als bei den politischen Verhandlungen hervorragenden Anteil.
1876 wurde er in die Abgeordnetenkammer und von der dort zum Vizepräsidenten erwählt. Am 14. Dezember 1877 ernannte ihn Jules Dufaure zum Unterstaatssekretär im Ministerium des Innern.
Nach der festen Begründung der Republik übernahm Lepère im Ministerium Waddington am 4. Februar 1879 das Portefeuille des Handels und Ackerbaues, das er am 5. März mit dem Innenministerium eintauschte.
Er trat energisch für die Republik gegen klerikale und bonapartistische Umtriebe ein, nahm aber im Mai 1880, als die Kammer mehrere Artikel des von ihm vorgelegten Gesetzes über das Versammlungsrecht verwarf, seine Entlassung hin und starb am 6. September 1885 in Auxerre.